# Cosmo D'Angeli

Cosmo D’Angeli all’età di 77 anni

Cosmo D’Angeli (Roma, 29 ottobre 1889 – Roma, 28 novembre 1968) è stato un pittore e scultore italiano.

## La vita e le opere
Cosmo D'Angeli nasce a Roma da una famiglia poco agiata, proprietaria di un forno nei pressi della stazione Termini. Nonostante la scomparsa del padre in giovane età riesce a completare gli studi diplomandosi all'Accademia di belle arti di Roma, iniziando quindi la propria attività di pittore e scultore, esponendo lavori in Via del Babuino, Via Milano, Via Veneto (Roma), Via Margutta, ed in altre vie e gallerie della capitale, vincendo vari premi tra cui La Tavoletta D'oro. 

Nudo di donna - Olio su tea

Lo stile dapprima impressionista mutò nel tempo sino a sposare la tecnica e l'arte dei Macchiaioli, dedicandosi anche alla scultura e lavorando saltuariamente come architetto in cantieri della zona di Roma e  Anzio Colonia.
Molte sono state le opere che hanno varcato i confini nazionali per l'estero: Francia, Germania, Inghilterra, Belgio e soprattutto Stati Uniti; conservate in collezioni private e nei listini di case d'asta internazionali.
Muore a Roma il 28 novembre 1968 a causa di un tumore, lasciando la moglie Adelaide e la figlia Anna.